# Hugh Scarlett
Trung tá Hugh Richard Scarlett, Nam tước Abinger thứ 7 (1878–1943) là một quý tộc người Anh.
Scarlett là con trai Trung tá Leopold James Yorke Campbell Scarlett. Ông là Trung tá trong Pháo binh Hoàng gia, và đã tham gia Chiến tranh Boer lần thứ hai tại Nam Phi từ năm 1900 đến năm 1902. Ông tham gia Chiến tranh thế giới lần thứ nhất từ năm 1914 đến năm 1918 và đã được trao tặng Huân chương công trạng xuất sắc(Distinguished Service Order).
Chúa tể Abinger đã kết hôn với Marjorie Ursula MacPhillamy năm 1913 và có ba người con trai, James Richard Scarlett, người đã được phong tước hiệu sau khi Hugh Richard Scarlett qua đời, John Leopold Campbell Scarlett và Felix Hugh Lawrence Scarlett.